# فرودگاه مودانجیانگ هایلانگ
فرودگاه مودانجیانگ هایلانگ (به انگلیسی: Mudanjiang Hailang Airport) یک فرودگاه همگانی با کد یاتا MDG است که یک باند فرود بتن دارد و طول باند آن ۲۶۰۰ متر است. این فرودگاه در کشور چین قرار دارد و در ارتفاع ۲۶۹ متری از سطح دریا واقع شده‌است.

## شرکت‌های هواپیمایی و مقصدهای پروازی
| شرکت‌های هواپیمایی         | مقصدهای پروازی                                                  |
| ------------------------- | --------------------------------------------------------------- |
| آئروفلوت اجرا توسط آورورا | ولادی‌وستوک                                                      |
| ایر چاینا                 | پکن                                                             |
| هواپیمایی شرقی چین        | هانگجو ژیاشان, کینگدائو لیوتینگ، شانگهای پودنگ، یانتای چائوشوی  |
| هواپیمایی جنوبی چین       | دالیان ژووشویزی، بایون گوآنگجو، شانگهای پودنگ، اینچئون، شنژن بن |
| گرند چاینا ایر            | پکن                                                             |
| کورین ایر                 | اینچئون                                                         |
| شاندونگ ایرلاینز          | دالیان ژووشویزی، کینگدائو لیوتینگ                               |
| تیانجین ایرلاینز          | شنینگ تخین، تیانجین بینهای                                      |